# 龍池站 (韓國)
龍池站（：／ Yongji yeok */?）是大邱地鐵3號線的終點車站，位於韓國大邱廣域市壽城區凡勿洞。

## 車站結構
站體為2面2線側式月台的高架車站，候車月台設有半高式月台門，並有4處出口。

### 月台配置
| 凡勿 ↑   |
| \| 上    |
| 起終點站 |

| 月台 | 路線               | 目的地                                   |
| ---- | ------------------ | ---------------------------------------- |
| 上行 | ●大邱都市鐵道3號線 | 凡勿、兒童會館、青蘿坡、漆谷慶大醫院方向 |
| 下行 | ●大邱都市鐵道3號線 | 此站終着                                 |

## 歷史
- 2015年4月23日：開通啟用。

## 車站周邊
- 凡勿1洞市區巴士終點站
- 凡勿車輛基地
- 大邱美術館（朝鲜语：대구미술관）
- 大邱體育場
- 大邱復明初等學校
- 大邱凡勿初等學校
- 凡一中學
- 凡勿洞郵局
- 凡勿洞住民中心
- 壽城區立龍鶴圖書館

## 圖片

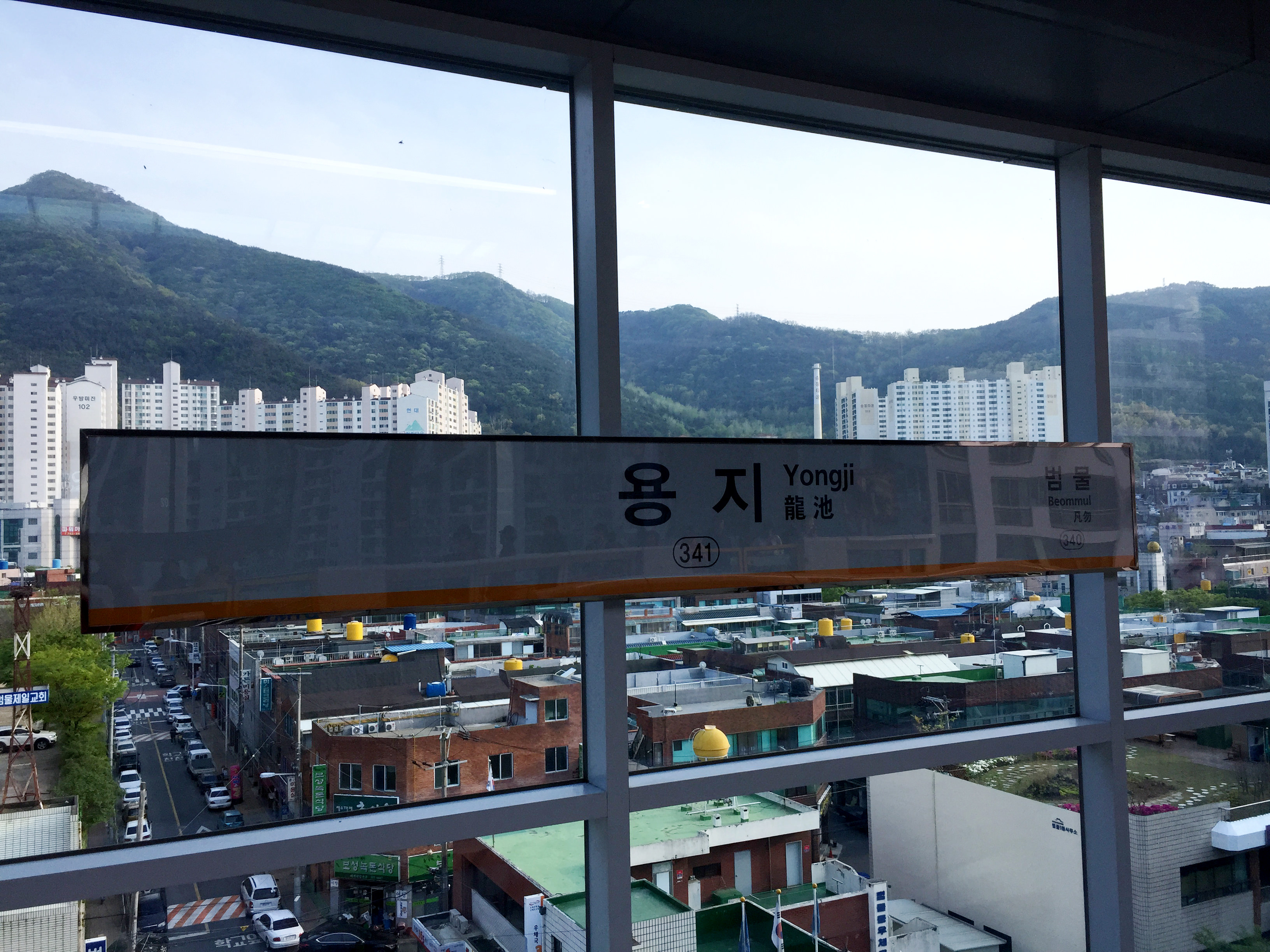
站名牌
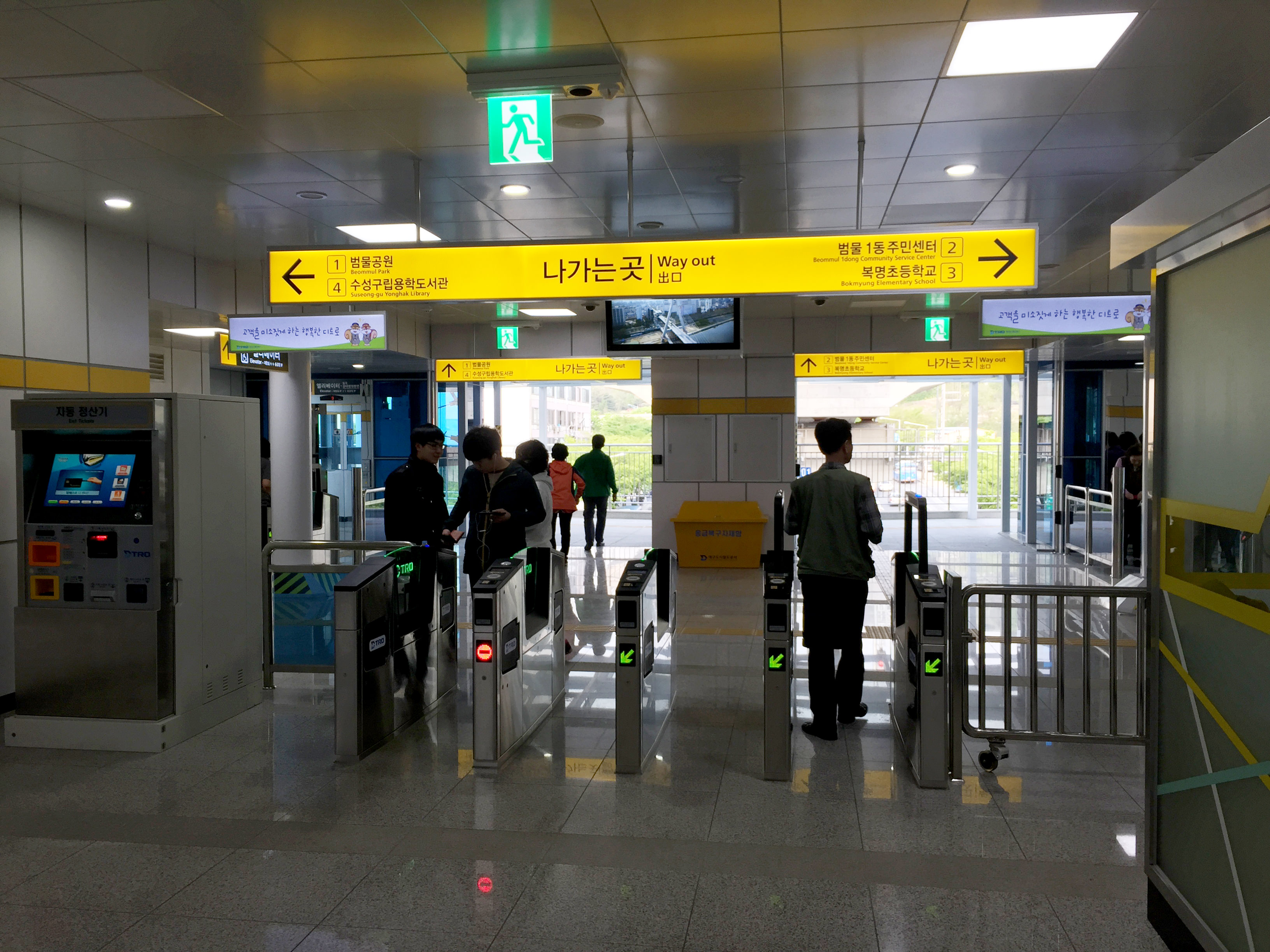
剪票閘口
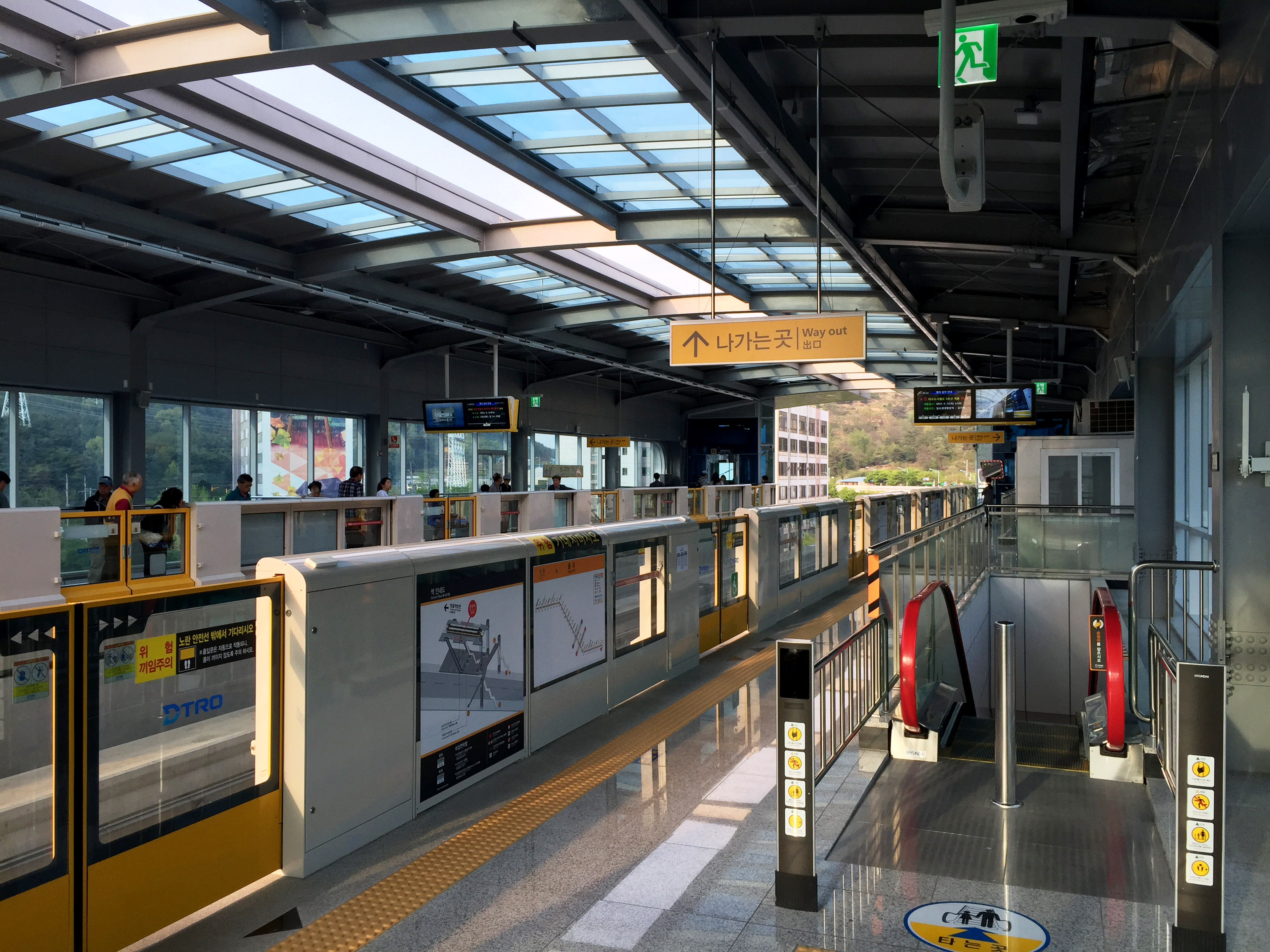
候車月台
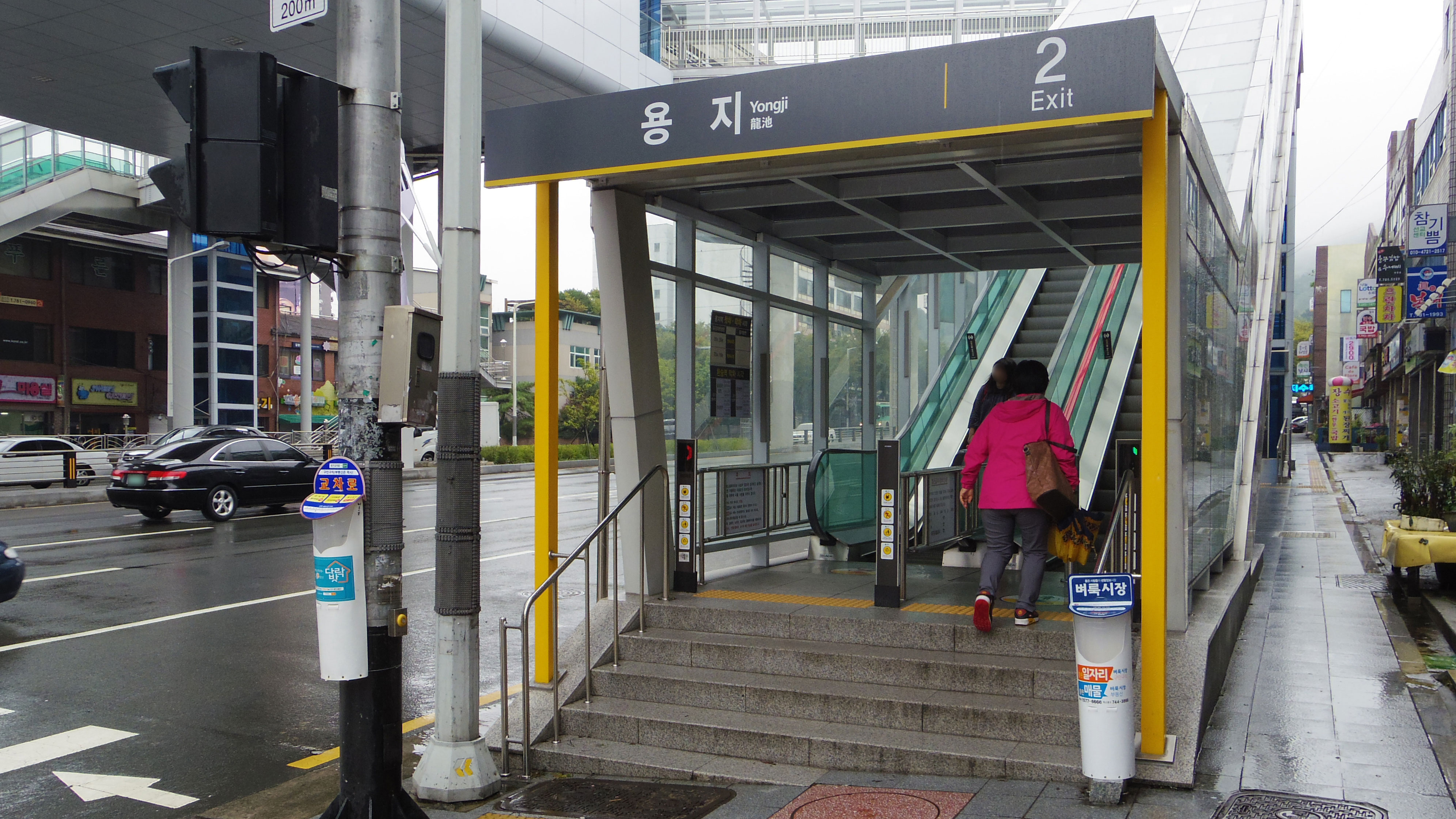
2號出口

## 相鄰車站
大邱都市鐵道公社
●大邱都市鐵道3號線
凡勿（340）－龍池（341）